# Gare de Lardenne-Rond-Point
Pour les articles homonymes, voir Gare de Lardenne (homonymie).
La gare de Lardenne-Rond-Point était une halte ferroviaire française des lignes de Toulouse à Boulogne-sur-Gesse et de Toulouse-Roguet à Sabarat, située sur le territoire de la commune de Toulouse, dans le quartier de Lardenne.
Mise en service en 1900 par la compagnie des chemins de fer du Sud-Ouest et définitivement fermée au trafic des voyageurs en 1949, elle était située sur une section ferroviaire aujourd'hui déclassée et déferrée. Il n'existe plus aucune trace de l'ancienne halte, ni même de la présence passée d'une voie ferrée à l'endroit de l'ancienne halte.
À 600 mètres, se trouve la gare du TOEC, sur la ligne de Saint-Agne à Auch, ouverte en 2003.

## Situation ferroviaire
Établie à 153 mètres d'altitude, la halte de Lardenne-Rond-Point était située au point kilométrique (PK) 2,4 des lignes de Toulouse à Boulogne-sur-Gesse et de Toulouse-Roguet à Sabarat.

## Histoire
La halte de Lardenne-Rond-Point est mise en service le 16 octobre 1900 par la compagnie des chemins de fer du Sud-Ouest, lorsqu'elle ouvre à l'exploitation la ligne de Toulouse-Roguet à Sainte-Foy-de-Peyrolières.
La halte est ouverte au trafic des marchandises le 11 février 1901.
La halte ferme en même temps que la ligne, le 31 décembre 1949.

## Service des voyageurs
Halte fermée située sur une section de ligne déclassée.

## Patrimoine ferroviaire
Il n'existe plus aucune trace de l'ancienne halte ni même de la présence passée d'une voie ferrée.